# Grad Oštrc
Grad Oštrc (hrvaško Oštrcgrad) je nekoč stal na istoimenskem strmem griču 2 km severno-vzhodno od naselja Lobor v Hrvaškem Zagorju na južnem pobočju Ivanščice. V razvaline je bil prepuščen že v 1. polovici 17. stoletja in o njem priča le nekaj ostankov obrambnega zidu.  

## Zgodovina
Grad  ali utrdba je prvič omenjena  leta 1330 kot gospoščina, na kateri je gospodoval Peter Gising imenovani Herceg. V rokah Gisingov je bil do leta 1339, ko je njihova posestva v imenu kralja Karla I. Roberta Anžujskega osvojil ban Mikac Mihaljević. V kraljevih rokah Grad Oštrc ostane do 27. januarja1399, ko ga je ogrski kralj Sigismund Luksemburški skupaj z Zagorsko županijo podelil celjskemu grofu Hermanu II.. Celjski grofje in državni knezi ter večkrat hrvaški bani so grad imeli v posesti do 1456. Po smrti Ulrika II. Celjskega je bil grad eno leto v posesti njegove vdove  Katarine Branković. Leta 1457 je bil grad v lasti vojskovodje Celjskih, ki je postal hrvaški ban, Jana Vitovca in njegovih sinov Jana, Janeza in Viljema, od približno leta 1489 je lastnik gradu Jakob Székely, nato od leta 1494 ogrski kralj Matija Korvin, ki ga je leta  1504 podelil Beatrici Frankopanski. Od leta 1509 je bil lastnik gradu Georg Brandemburški iz veje Hohenzollern, leta 1513 preide v roke Ljudevita Pakračkega, in leta 1519 Mirka Bradača. Od leta 1555 so na gradu gospodarili kot solastniki družini Pakračkih in Bradačevih, ki pa se jim je z ženitnimi pogodbami pridružila družina Keglević, ki ga je na začetku 17. stoletja  opustila.